# Zombie Nation
Zombie Nation é um projeto alemão de música techno e música eletrônica do DJ e produtor de Munique, Florian Senfter (aliás Splank!).

## História
O primeiro EP Zombie Nation foi publicado na primavera de 1999 pelo selo Gigolo Records do DJ Hell. O remix da pista Kernkraft 400 alcançou seu lugar entre as melhores posições nas paradas musicais no mundo inteiro, e acabou sendo um dos hits mais conhecidos da música dance eletrônica.
Usando seu pseudônimo John Starlight, desde 2001 Florian Senfter tem lançado várias pistas com o nome Zombie Nation sob diferentes selos. Em 2002, Splank! criou seu próprio selo, denominado Dekathlon Records, passando no início de 2005 para o novo sub-selo UKW Records, que já estava publicando todas as pistas do Zombie Nation desde 2003. O terceiro álbum Black Toys foi lançado em 2006. Zombie Nation Sound é um cruzamento da música eletrônica, uma orgia estilizada temperada com uma boa dose de sujeira.
No verão de 2007, foi lançada o álbum "Lower State of Consciousness", do projeto paralelo ZZT, em colaboração com o artista canadense Tiga.
Desde 1999, Zombie Nation é um dos espetáculos ao vivo mais programados na categoria Club da música eletrônica internacional. Em cada concerto, Splank! dá um aspecto completamente novo às suas pistas, introduzindo improvisações com samples e pistas criados exclusivamente para essas performances, que já são sua marca registrada. Para isso, ele usa um AKAI MPC 4000, a principal peça da sua parafernália instrumental, além de diversos equipamentos de efeito.

## Discografía

### Álbuns
- 1999 - Leichenschmaus, LP (Gigolo Records)
- 2003 - Absorber (Dekathlon)
- 2006 - Black Toys (UKW Records)
- 2009 - Zombielicious (UKW Records)

### EP`s
- 1999 - Kernkraft 400 (Gigolo 019)
- 2001 - Unload (Gigolo 082)
- 2003 - Souls At Zero (con Sven Väth Remix) (Dekathlon 009)
- 2003 - The Cut (con DJ Naughty Remix) (Dekathlon 012)
- 2005 - Paeng Paeng (UKW 2 // ltd. 500)
- 2005 - Paeng Paeng (Cocoon Records 17)
- 2006 - Money Talks (UKW 3)
- 2006 - Booster (UKW 4)
- 2007 - Peace & Greed (UKW 6) (Remix de Yuksek ý Headman)
- 2007 - Lower State Of Consciousness, 12" que ZZT con Tiga (incl. Justice Remixes) (UKW/Turbo)
- 2007 - Gizmode, 12" (UKW 8)

### Remixes
- 1999 - Dakar & Grinser: „Take me naked“ (DiskoB 087)
- 2000 - Phillip Boa: „So What“ (BMG Ariola)
- 2001 - Takkyu Ishino: „Suck me Disko“ (Zomba Rec. EXEC 08)
- 2001 - I-f: „Space Invaders are smoking grass“ (Loaded/Eastwest Leaded 012)
- 2001 - Ladytron: „Playgirl“ (Labels/Virgin LC03098)
- 2002 - Colonel Abrahms: „Trapped“ (eastwest UPUS011.03)
- 2002 - Divine: „Native Love“ (Gigolo/EDM 090)
- 2002 - AFA / The Human League: „Being Boiled“ (Edel 0141690CLU)
- 2002 - My Robot Friend: „The Fake“ (Dekathlon 002)
- 2002 - Gater: „Taboo“ (Dekathlon 003)
- 2002 - Acid Scout: „Sexy Robot“ (Kurbel 027)
- 2003 - My Robot Friend: „Walt Whitman“ (Dekathlon 008)
- 2004 - NAM:LIVE: „The Church of NAM“ (Dekathlon 013)
- 2004 - Codec & Flexor: „Time has changed“ (Television 08)
- 2007 - Headman – "On" (Relish)
- 2008 - The Presets – "This Boy´s in Love" (Modular)